# فرانك بوينتون
فرانك بوينتون (بالإنجليزية: Frank Boynton)‏ هو لاعب غولف أمريكي، ولد في 1936.